# Claude Marthaler
Claude Marthaler, né à Genève le 28 juillet 1960, est un « cyclonaute » et écrivain suisse. Il effectue pendant sept ans un tour du monde à vélo.

## Biographie
Claude Marthaler grandit à Genève. Il y garde un pied à terre entre deux voyages. Il a une formation d'éducateur spécialisé.
Il pédale dès l'adolescence et entame un premier voyage hors d’Europe en 1981. En juin 1988, il part pour un premier long périple de trois ans à vélo, en direction de l'Himalaya. Il revient en juillet 1991 après avoir parcouru 35 000 kilomètres et 12 pays.
En 1994, il repart en direction du Japon en traversant les pays de l'ex-URSS ; il est l'un des premiers Européens à traverser seul ces contrées nouvellement accessibles. Après l'Eurasie, il parcourt les Amériques, puis l'Afrique pour revenir en Europe, après plus de 122 000 kilomètres à vélo. Son voyage a duré sept ans et il le consignera dans son premier livre, Le Chant des roues, paru en 2002. 
Il baptise son vélo Yak en 1995 à la suite d'un voyage au Tibet et des cyclistes le surnomment indifféremment  Yak ou Yakman. 
En 2005, il repart avec sa compagne Nathalie Pellegrinelli pour un voyage de trois ans à travers l'Afrique et l'Asie, qui fera aussi l'objet d'un livre, Entre selle et terre, paru en 2009. 
En 2011, il zigzague pendant six mois le long de la frontière orientale de l'Europe, du cap Nord à Istanbul. Au printemps 2013, il pédale pendant trois mois à Cuba et coréalise Bike for bread  , un documentaire sur les livreurs de pain à vélo du Caire.
En 2015, il effectue un voyage à vélo de 3 mois en Kirghizistan, Tadjikistan et Afghanistan .Le réalisateur Alexandre Lachavanne l'accompagne pendant 10 jours au Tadjikistan et tourne un documentaire-portrait.
En 2016, il publie A tire-d'Elles - Femmes, vélo et liberté aux éditions Slatkine dans lequel il trace le portrait de 33 femmes notamment Annie Londonderry, première femme à faire le tour du monde en vélo en 1894-1895, Alfonsina Strada, première femme à avoir bouclé le Tour d'Italie en 1924 ou la blogueuse et coursière londonienne Emily Chappell.
En 2017, il sillonne le Tibet oriental. L'année suivante, il parcourt la Great Divide Mountain Bike Route (en) , de Banff au Canada à Antelope Wells à la frontière américano-mexicaine. Ces deux voyages ainsi que celui réalisé en 2015 se retrouvent dans un livre intitulé Voyages sellestes - Les montagnes du monde à deux roues paru aux éditions Glénat en janvier 2020.
A l'automne 2019, il voyage à vélo à travers le Nord-Est argentin et le Nord du Chili. Dans la Puna de Atacama, il gravit à pied le Nevado Ojos del Salado.
En 2021, il voyage à vélo en Turquie orientale et au Kurdistan irakien. Il gravit à pied le mont Ararat.
A l'été 2022 durant un mois, il pédale du lac Léman à la mer du Nord à travers la Suisse, la France et la Belgique avec une journaliste et un monteur son de la Radio Télévision suisse-La Première qui donne lieu chaque jour une heure d'émission en direct.
En 2024, il contribue à l'exposition Vélo. Équilibres en mouvement au Musée Rath à Genève .
Lorsqu'il ne voyage pas, il présente des conférences et écrit régulièrement des chroniques pour le journal la Liberté, l'hebdomadaire Écho Magazine, Cycle!magazine et PRO VELO info.
Il programme et anime à Genève Le Café des Voyageurs de 2008 à  2018, un rendez-vous mensuel avec des voyageurs à vélo qui présentent le film ou des photos de leur périple,. Il est membre fondateur  du Festival romand du voyage Festivélo dont la  première manifestation a lieu en novembre 2017 à Lausanne

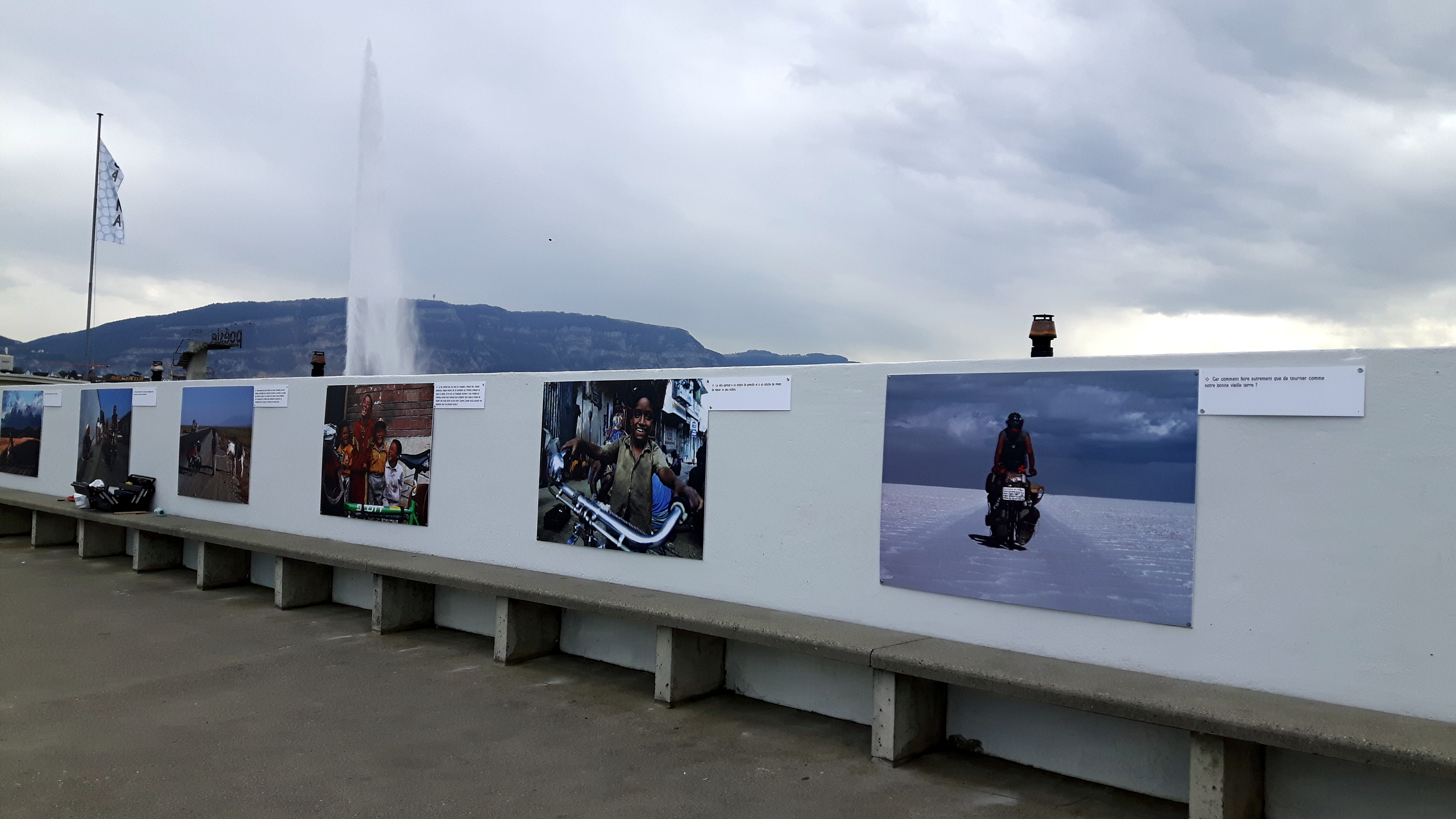
Exposition de photos de Claude Marthaler aux bains des Paquis à Genève en mars 2017

Durant les étés 2013, 2014 et 2016, il est engagé par Helvetas pour pédaler à travers la Suisse romande et projeter des longs-métrages en open-air, alimenté par des panneaux solaires.
En janvier 2017, il expose ses photos de voyage lors du 32e Festival international du voyage à vélo à Vincennes ,. 
Son exposition de photos intitulée Zen ou l'Art de pédaler était accrochée aux Bains des Pâquis à Genève en mars 2017 et à l'EPFL en juin 2017, du 3 au 5 novembre 2017 à la première édition du Festivélo et à Fribourg en avril-mai 2018,, et dans divers autres lieux.

## Publications
En français
- Le Chant des roues -7 ans à vélo autour du monde, Éditions Olizane, 2002, récit,  (ISBN 978-2880862770)
- Dans la roue du monde, Éditions Glénat, 2004 150 photos et textes vélosophiques,  (ISBN 978-2723447522)
- Entre selle et terre : 3 ans à vélo en Afrique et en Asie, coécrit avec Nathalie Pellegrinelli, Éditions Olizane, 2009, récit,  (ISBN 978-2-88086-378-4)
- L'Arc lémanique à vélo-25 belles balades, coécrit avec Delphine Klopfenstein, Werd Verlag, 2011, guide,  (ISBN 978-3859326590)
- L'insoutenable légèreté de la bicyclette, Éditions Olizane, 2012 22 portraits de cyclonautes et de conducteurs de rickshaw,  (ISBN 978-2880864095)
- L'homme-frontière - Du cap Nord à Istanbul, 10 000 km à vélo aux confins orientaux de l'Europe, Éditions Slatkine, 2013, récit,  (ISBN 978-2832105436)
- Confidences cubaines, éditions Transboréal, 2015, récit,  (ISBN 978-2361570927)
- A tire-d'Elles - Femmes, vélo et liberté, Éditions Slatkine, 2016 , 32 portraits de femmes,  (ISBN 978-2832107584)
- Zen ou l'Art de pédaler, Éditions Olizane, 2017, (ISBN 9782880864491)
- Voyages sellestes - Les montagnes du monde à deux roues, éditions Glénat, 2020,  (ISBN 978-2344038543)
- L'appel du volcan, éditions la salamandre, 2021,  (ISBN 978-2889584321)

Traductions en allemand
- Sieben Jahre im Sattel: Durchgedreht, Weltanschauung auf Rädern, Reise Know How Verlag, 2002,  (ISBN 978-3896623058)
- Soweit das Rad uns trägt-Drei Jahre mit dem Fahrrad duch Afrika und Asien, Maxime Verlag, 2012, (ISBN 978-3931965464)

Traductions en italien
- Hasta la bicicleta siempre! - Sulle strade di Cuba, tra mito e realtà, ediciclo editore, 2015,  (ISBN 978-8865491393)
- L'insostenibile leggereza della bicicletta, ediciclo editore, 2012,  (ISBN 978-8865490570)
- Lo zen et l'arte di andare in bicicletta-La vita e altre forature di un nomade a pedali, ediciclo editore, 2010,  (ISBN 978-8888829906)
- Il canto delle ruote-7 anni in bicicletta intorno al mondo, ediciclo editore, 2008,  (ISBN 978-8888829739)

Ouvrages collectifs
- En résonance avec le monde (pp. 253-271) in A plume et à pédales, Voyages cyclistes, série voyages contemporains, La Revue des lettres modernes 2022-4, éditions Classiques Garnier, Paris, 2022,  (ISBN 978-2-406-12996-7)
- Manuel du voyage à vélo, le guide indispensable pour partir à vélo, Cyclo-Camping International, 5ème édition, 2012 ; 6ème édition, 2017 ; 7ème édition, 2025,  (ISBN 978-2-9503159-4-6)
- Vélo, équilibres en mouvement, Editions Favre, Lausanne, 2024,  (ISBN 978-2-8289-2199-6)

## Montages audio-visuels
commentés par l'auteur, en français, allemand, anglais ou espagnol
- 7 ans à vélo autour du monde (1 h 40, 2002)
- 3 ans à vélo en Afrique et en Asie (1 h 30, 2009)

## Films
- La fin du voyage (52 min, 2003), documentaire sur le retour du tour du monde à vélo. Réalisation : François Althabegoïty. Production: Point du Jour, Paris. Diffusion : Radio Télévision Suisse et la chaîne privée française Voyage. Prix "Best Film" au Cycling Touring Film Festival, 2010 (Begur, Espagne)
- Bike for bread (26 min, 2013), documentaire sur les livreurs de pain à vélo au Caire. Production : Camacro. Coréalisation Raphaël Jochaud et Claude Marthaler
- Claude Marthaler, embrasser la terre (70 min, 2015), documentaire réalisé par Alexandre Lachavanne. Production : Radio Télévision Suisse [2]
- In bicicletta per abbracciare il mondo (52 min, 2016). Production : Radio Télévision Suisse Italienne[23]
- Lettre à Velocio (26 min, 2024), coréalisation Claude Marthaler et Olivier Meissel avec Claude Marthaler et Matthieu Allereau sur les traces de Charles de Vivie[24]

## Récompenses et distinctions
- 2003 - Prix René-Caillié des écrits de voyage pour Le Chant des roues[25].
- 2014 - Prix Crédit Mutuel Enseignant du Public au Festival de films Curieux Voyageurs, Saint-Étienne pour Bike for bread
- 2014 - Bidon d'Or - Prix du public au Festival de courts-métrages Cyclofestival, Genève pour Bike for bread[26]
- 2015 - Prix du Jury de la communauté étudiante au festival pour la littérature de voyage L'Albatros - Città di Palestrina, pour Hasta la bicicleta siempre! - Sulle strade di Cuba, tra mito e realtà, ediciclo editore